# Mártély megállóhely
Mártély megállóhely egy Csongrád-Csanád vármegyei vasúti megállóhely, Mártély településen, a MÁV üzemeltet. A megállóhely jegypénztár nélküli, nincs jegykiadás.
Az állomásépület a régi falurész és a puszta találkozásánál épült a 4521-es útból kiágazó 45 327-es út (Kossuth utca) legvégén.

## Története
A mártélyi megálló a Szentes–Vásárhely között 1894-ben megépült vasút részeként 1900-ban kapott állomásépületet. Jellemzői az arányosság, a népi építészet egyszerűsége. A huszadik században az állomás három vágánnyal épült ki, ezek közül az első kettő volt a személyforgalmi vágány, a harmadik pedig a teherforgalmi. A Szentes felőli váltókörzetből egy építőipari iparvágány ágazik ki. A műemléki besorolású épületet 1986-ban – az eredeti értékeit megtartva – modernizálták. A teherforgalmi vágányt 2009-ben felszedték. Azóta megálló-rakodóhelyként üzemel. 2020-ban felújította a felvételi épületet a MÁV Zrt.

## Az állomásépület
Az állomásépület jó állapotban megőrzött, helyi érdekű vasutak számára tervezett IV. osztályú szabványépület, amelyet egy fából épült esőbeálló egészít ki.
Az állomás sajátossága, hogy a Szolnok–Hódmezővásárhely–Makó-vasútvonal Szentes–Hódmezővásárhely-vonalszakaszának más állomásaitól eltérően az 1980-as években az állomás utasforgalmi létesítményeit jelentősen modernizálták. Míg a nagyobb forgalmú Mindszenten és Szentesen is csak keskeny peronok vannak, addig Mártélyon megemelt szigetperon létesült előregyártott betonelemekből az első és második vágány között. Az épület a szarvasi Mini Magyarország parkban is helyet kapott.

## Vasútvonalak
Az állomást az alábbi vasútvonalak érintik:
- Tiszatenyő–Hódmezővásárhely–Makó-vasútvonal

## Kapcsolódó állomások
A vasútállomáshoz az alábbi állomások vannak a legközelebb:
- Mindszent vasútállomás
- Hódmezővásárhelyi Népkert vasútállomás

## Forgalom
| Járat        | Útvonal | Gyakoriság |
| ------------ | --- | ---------- |
| személyvonat | Szentes – Szegvár – Kórógyszentgyörgy – Mindszent – Mártély – Hódmezővásárhelyi Népkert – Hódmezővásárhely | Napi 3 pár |
| személyvonat | Kiskunfélegyháza – Városi park – Csongrádi úti tanyák – Gátér – Kettőshalom – Kónyaszék – Csongrád alsó – Csongrád – Hékéd – Szentes – Szegvár – Kórógyszentgyörgy – Mindszent – Mártély – Hódmezővásárhelyi Népkert – Hódmezővásárhely | Napi 5 pár |